# Thirteen (achtbaan)
Thirteen (vaak gestileerd tot TH13TEEN) is een stalen achtbaan in het Britse attractiepark Alton Towers. De achtbaan is gebouwd door de Zwitserse achtbanenbouwer Intamin AG en werd geopend op 20 maart 2010. De achtbaan heeft 's werelds eerste verticale vrije val, waar de baan en trein een vrije val maken van ongeveer 5 meter maken in de duisternis. Voor de Thirteen stond op deze plek sinds 1980 de achtbaan Corkscrew.  

## Geschiedenis
In oktober 2008 maakte Alton Towers bekend dat Corkscrew zou worden vervangen door een nieuwe achtbaan. De bouwvergunning werd echter uitgesteld door zorgen over een in de nabijheid aanwezig heuvelfort uit de ijzertijd. Echter in maart 2009 gaf het district Staffordshire Moorlands alsnog toestemming en werd er drie maanden later begonnen met het grondwerk voor Thirteen. Tijdens de planningsfase en bouw had de baan de codenaam Secret Weapon 6. 
In een interview, vlak na de opening van de achtbaan, sprak de ride consultant van Merlin Entertainments (John Wardley) over de ontwikkeling van Thirteen. Het oorspronkelijke idee van het geheime element was afkomstig van een eerder plan dat hij had ontworpen voor Alton Towers, waarbij een stuk van de baan heen en weer wordt gekanteld tijdens de rit. De baan, zou als hij gebouwd zal zijn, hetzelfde zijn als Winja's Fear & Winja's Force in het Duitse attractiepark Phantasialand en dus niet uniek zijn in de wereld. Het plan kwam nooit tot uitvoering, maar het idee van een bewegende baan is toegepast in 's werelds eerste vrije val element ter wereld van de Thirteen. 
Nadat de verouderde Corkscrew was verwijderd, kwam er een groot stuk land vrij in het Ug Land gedeelte van het park. John Wardley en anderen werkten aan een nieuwe achtbaan die dit stuk land zou gaan opvullen. De baan zou rond de omtrek van het gebied rijden en vervolgens verder in een donker gebouw waar het geheime element zou worden geplaatst. Besloten werd om de treinen lichtgewicht te maken, om zo minder druk uit te oefenen op de hydraulische elementen van de vrije val. 
Het "Bad Luck" concept en donkere bos-thema werden ontworpen door Candy Holland, artdirector bij Merlin Entertainments. In een persverklaring die enkele maanden later werd uitgebracht, werd de achtbaan neergezet als een psychocoaster, omdat het een bepaald niveau van psychologische angst zou veroorzaken. 